# ツキウタ。のディスコグラフィ
ツキウタ。のディスコグラフィでは、ムービックから発売されているキャラクターCDシリーズ『ツキウタ。』のCD作品について記述する。

## シングル

### ユニットCD

#### GRAVITY!
Six Gravity（師走駆（梶裕貴）、睦月始（鳥海浩輔）、如月恋（増田俊樹）、弥生春（前野智昭）、卯月新（細谷佳正）、皐月葵（KENN））の1stシングル。シングルとしてのCDリリースはシリーズ初。作曲担当は作中でタレント達が所属するツキノ芸能プロダクションの社長・月野尊であるという設定がとられており、実際の作曲家は公表されておらず、以降のユニット曲や一部のキャラクターソングでも同様の表記がなされている。ドラマパートではSix GravityとProcellarumによる初の合同ライブの決定に揺れるメンバー達やその当日の様子が描かれる。初回限定版には豪華特殊紙製スリーブケースとライブ合間のMC風ペーパーが付属し、アニメイト・ムービックJP・ステラワースでは「ONE CHANCE?」との連動購入特典としてライブ終了後集合座談会ペーパーが付属する。
チャート成績
オリコンデイリーシングルチャートで最高4位、週間では初登場20位を記録し、初動売上枚数は4,287枚。登場回数4回で、累計売上枚数は5,502枚。
収録曲
1. GRAVITY!
作詞・作曲：月野尊、編曲：さつき が てんこもり
2. ミニドラマ
3. GRAVITY!（オフボーカル）

#### ONE CHANCE?
Procellarum（水無月涙（蒼井翔太）、文月海（羽多野渉）、葉月陽（柿原徹也）、長月夜（近藤隆）、神無月郁（小野賢章）、霜月隼（木村良平））の1stシングル。作曲担当は作中でタレント達が所属するツキノ芸能プロダクションの社長・月野尊であるという設定がとられており、実際の作曲家は公表されていない。ドラマパートではSix GravityとProcellarumによる初の合同ライブの決定に揺れるメンバー達やその当日の様子が描かれる。初回限定版には豪華特殊紙製スリーブケースとライブ合間のMC風ペーパーが付属し、アニメイト・ムービックJP・ステラワースでは「ONE CHANCE?」との連動購入特典としてライブ終了後集合座談会ペーパーが付属する。
チャート成績
オリコンデイリーシングルチャートで最高8位、週間では初登場20位を記録し、初動売上枚数は3,732枚。登場回数4回で、累計売上枚数は6,404枚。
収録曲
1. ONE CHANCE?
作詞・作曲：月野尊、編曲：じょん
一番と二番のサビ前に年少・年中・年長の各コンビで歌唱する部分では、ソロパートでメンバーがお互いの名前を歌詞の中で呼び合う手法がとられている。
2. ミニドラマ
3. ONE CHANCE?（オフボーカル）

#### Fluna！
Fluna（聖クリス（金元寿子）、花園雪（今井麻美）、如月愛（MAKO）、桃崎ひな（大久保瑠美）、兎川千桜（野中藍）、結城若葉（内山夕実））の1stシングル。FlunaのユニットソングCDは初。
収録曲
1. Fluna!
作詞・作曲：ゆうゆ
2. 不思議に感じても季不思節は
作詞・作曲：虹原ぺぺろん
3. Fluna!（オフボーカル）
4. 不思議に感じても季不思節は（オフボーカル）

### 女子ソロCD（第2期）
ツキウタ。THE ANIMATION開始時期である2016年7月より9月まで毎週リリースされたCDシリーズ。アニメイト・ムービックJP・ステラワースの全巻購入特典としてドラマCD「ガールズライブの楽屋裏～打ち上げをしよう！～」が配布された。

#### プリズム☆ブレイク
聖クリス（金元寿子）の1stシングル。2016年7月8日発売。聖クリス単体でのCDリリースは3年7ヶ月ぶりであり、リリースのスパンはシリーズ最長記録である。
チャート成績
オリコン週間シングルチャートで初登場120位を記録し、初動売上枚数は406枚。登場回数2回で、累計売上枚数は570枚。
収録曲
1. OPドラマ（ステージ登場）
2. プリズム☆ブレイク
作詞・作曲：さつき が てんこもり
3. ドラマ（MCコーナー）
4. コスパ悪い子嫌いですか？
作詞：さつき が てんこもり、作曲：月野尊
5. EDドラマ（退場）

#### はらり
花園雪（今井麻美）の1stシングル。2016年7月15日発売。
チャート成績
オリコン週間アルバムチャートで初登場81位を記録し、初動売上枚数は501枚。登場回数2回で、累計売上枚数は743枚。
収録曲
1. OPドラマ（ステージ登場）
2. はらり
作詞・作曲：マチゲリータ
3. ドラマ（MCコーナー）
4. 碧落
作詞・作曲：マチゲリータ
5. EDドラマ（退場）

#### My Sweet Beloved
如月愛（MAKO）の1stシングル。2016年7月22日発売。
チャート成績
オリコン週間シングルチャートで初登場133位を記録し、初動売上枚数は364枚。登場回数1回。
収録曲
1. OPドラマ（ステージ登場）
2. My Sweet Beloved
作詞・作曲：虹原ぺぺろん
3. ドラマ（MCコーナー）
4. Pink Opal
作詞・作曲：虹原ぺぺろん
5. EDドラマ（退場）

#### このこねこのこ
桃崎ひな（大久保瑠美）の1stシングル。2016年7月29日発売。
チャート成績
オリコン週間シングルチャートで初登場149位を記録し、初動売上枚数は432枚。登場回数1回。
収録曲
1. OPドラマ（ステージ登場）
2. このこねこのこ
作詞・作曲：ゆうゆ[3]
3. ドラマ（MCコーナー）
4. ネバー・エンディング!
作詞・作曲：ゆうゆ
5. EDドラマ（退場）

#### 桜通り
兎川千桜（野中藍）の1stシングル。2016年8月5日発売。
楽曲背景
千桜を演じた野中藍は、アニメイトタイムズのインタビューの中で「桜通り」について、自分の好きな和の雰囲気が曲から感じられて気に入ったと話している。
また、カップリング曲の「ふわそわこころ」について、歌詞から女の子らしい雰囲気があったと話している。
チャート成績
オリコン週間シングルチャートで初登場175位を記録し、初動売上枚数は296枚。登場回数1回。
収録曲
1. OPドラマ（ステージ登場）
2. 桜通り
作詞・作曲：月野尊
3. ドラマ（MCコーナー）
4. ふわそわこころ
作詞・作曲：月野尊
5. EDドラマ（退場）

#### wonderful world～5月病をぶっ飛ばせ！～
結城若葉（内山夕実）の1stシングル。2016年8月12日発売。
チャート成績
オリコン週間シングルチャートで初登場156位を記録し、初動売上枚数は307枚。登場回数1回。
収録曲
1. OPドラマ（ステージ登場）
2. wonderful world～5月病をぶっ飛ばせ！～
作詞・作曲：Nem
3. ドラマ（MCコーナー）
4. ブラックコーヒーの夜
作詞・作曲：Nem
5. EDドラマ（退場）

#### My Longing
照瀬結乃（佐藤利奈）の1stシングル。2016年8月19日発売。
チャート成績
オリコン週間シングルチャートで初登場157位を記録し、初動売上枚数は351枚。登場回数1回。
収録曲
1. OPドラマ（ステージ登場）
2. My Longing
作詞・作曲：ゆよゆっぺ
3. ドラマ（MCコーナー）
4. スキなものはスキ
作詞・作曲：ゆよゆっぺ
5. EDドラマ（退場）

#### 夢守唄
姫川瑞希（石上静香）の1stシングル。2016年8月26日発売。Six Gravity・Procellarumの両A面シングル「GRAVITIC-LOVE/LOLV -Lots of Love-」と同日発売。
チャート成績
オリコン週間アルバムチャートで初登場132位を記録し、初動売上枚数は584枚。登場回数1回。
収録曲
1. OPドラマ（ステージ登場）
2. 夢守唄
作詞・作曲：ひとしずく×やま△
3. ドラマ（MCコーナー）
4. Glorious Memories
作詞・作曲：ひとしずく×やま△
5. EDドラマ（退場）

#### 戯れ囃子に恋い焦がれ
元宮祭莉（大坪由佳）の1stシングル。2016年9月2日発売。
チャート成績
オリコン週間シングルチャートで初登場156位を記録し、初動売上枚数は392枚。登場回数1回。
収録曲
1. OPドラマ（ステージ登場）
2. 戯れ囃子に恋い焦がれ
作詞：鳥居羊、作曲：うたたP
3. ドラマ（MCコーナー）
4. アウトサイダー
作詞：鳥居羊、作曲：民謡、編曲：うたたP
5. EDドラマ（退場）

#### セピア -SEPIA-
朝霧あかね（福原香織）の1stシングル。2016年9月9日発売。
チャート成績
オリコン週間シングルチャートで初登場122位を記録し、初動売上枚数は478枚。登場回数1回。
収録曲
1. OPドラマ（ステージ登場）
2. セピア -SEPIA-
作詞・作曲：じょん
3. ドラマ（MCコーナー）
4. Fly Me High
作詞・作曲：じょん
5. EDドラマ（退場）

#### Night Before Halloween
伊地崎麗奈（黒沢ともよ）の1stシングル。2016年9月16日発売。
チャート成績
オリコン週間シングルチャートで初登場131位を記録し、初動売上枚数は362枚。登場回数は2回で、累計売上枚数は605枚。
収録曲
1. OPドラマ（ステージ登場）
2. Night Before Halloween
作詞・作曲：takamatt
3. ドラマ（MCコーナー）
4. Noir Grimoire
作詞・作曲：takamatt
5. EDドラマ（退場）

#### 嘆きの谷のカメーリア
天童院椿（上坂すみれ）の1stシングル。2016年9月23日発売。
チャート成績
オリコン週間アルバムチャートで初登場120位を記録し、初動売上枚数は447枚。
収録曲
1. OPドラマ（ステージ登場）
2. 嘆きの谷のカメーリア
作詞・作曲：月野尊
3. ドラマ（MCコーナー）
4. 銀白騎士隊賛歌
作詞・作曲：月野尊
5. EDドラマ（退場）

### アニメ主題歌CD

#### GRAVITIC-LOVE/LOLV -Lots of Love-
Six Gravity（師走駆（梶裕貴）、睦月始（鳥海浩輔）、如月恋（増田俊樹）、弥生春（前野智昭）、卯月新（細谷佳正）、皐月葵（KENN））、Procellarum（水無月涙（蒼井翔太）、文月海（羽多野渉）、葉月陽（柿原徹也）、長月夜（近藤隆）、神無月郁（小野賢章）、霜月隼（木村良平））のシングルCD。両グループ共に通算2枚目のシングルとなる。TVアニメ『ツキウタ。 THE ANIMATION』のオープニングテーマとして共に使用され、「GRAVITIC-LOVE」が奇数話、「LOLV -Lots of Love-」が偶数話で流れた。初回限定盤には特製BOX「白田が住む立派なお家」やぬいぐるみ「ツキウサ。白田ver.」、冊子「はじめてのツキウタ。縮小版」などが付属された。
チャート成績
オリコン週間シングルチャートでは初登場14位を記録し、初動売上枚数は11,892枚。登場回数10回で、累計売上枚数は22,348枚。9月5日付のBillboard JAPAN Hot Animationでは10位を獲得。シリーズ最大の売り上げを記録した。
収録曲
1. GRAVITIC-LOVE
作詞・作曲：月野尊、編曲：zakbee&KAN TAKAHIKO
2. LOLV -Lots of Love-
作詞・作曲：月野尊、編曲：KAN TAKAHIKO&zakbee
3. GRAVITIC-LOVE（オフボーカル）
4. LOLV -Lots of Love-（オフボーカル）

## アルバム

### ソロCD（第1期）
2012年12月より展開されたシリーズ初のCD作品。ひと月につきそれぞれの月をモチーフにした男女一名ずつのキャラクターCDがリリースされ、計24枚が発売された。全てのCDに「各月のイメージを詰め込んだオリジナル楽曲」と「月を象徴する既存曲を、新たな解釈で現代的にアレンジしたRemix楽曲」がプロローグ・エピローグと題されたミニドラマに挟まれる形式で、計4トラックで構成されている。男子キャラクターのCDは全て各キャラクターの担当月に発売されたが、女子キャラクターは前半女神候補生（Fluna）のCDが担当月に発売されたのを機に一旦リリースが中断され、後半女神候補生（Seleas）のCDは前半に遅れて2015年より担当月とは無関係に発売された。

#### 聖夜もOnline!
シリーズ初のシングルCDで、聖クリス（金元寿子）の1stアルバム。2012年12月7日発売。12月男子キャラクター・師走駆（梶裕貴）の「聖夜も労働ingなう!」と同時発売。
収録曲
1. OP（ミニドラマ）
2. 聖夜もOnline!
作詞・作曲：さつき が てんこもり
3. らいねんからほんきだす KURISU Ver.（正題：Jingle Bells）
作曲：James S.Pierpont、作詞・編曲：さつき が てんこもり
4. ED（ミニドラマ）

#### 聖夜も労働ingなう!
シリーズ初のシングルCDで、師走駆（梶裕貴）の1stアルバム。2012年12月7日発売。12月女子キャラクター・聖クリス（金元寿子）の「聖夜もOnline!」と同時発売。
収録曲
1. OP（ミニドラマ）
2. 聖夜も労働ingなう！
作詞・作曲：さつき が てんこもり
3. らいねんからほんきだす KAKERU Ver.（正題：Jingle Bells）
作曲：James S.Pierpont、作詞・編曲：さつき が てんこもり
4. ED（ミニドラマ）

#### 六花撫子
花園雪（今井麻美）の1stアルバム。2013年1月11日発売。1月男子キャラクター・睦月始（鳥海浩輔）の「氷輪紫鬼」と同時発売。
収録曲
1. OP（ミニドラマ）
2. 六花撫子
作詞・作曲：マチゲリータ
3. 慕情春海～愛染篇～（原題：春の海）
作曲：宮城道雄、作詞・編曲：マチゲリータ
4. ED（ミニドラマ）

#### 氷輪紫鬼
睦月始（鳥海浩輔）の1stアルバム。2013年1月11日発売。1月女子キャラクター・花園雪（今井麻美）の「六花撫子」と同時発売。
チャート成績
オリコン週間アルバムチャートで初登場135位を記録し、初動売上枚数は742枚。登場回数は2回、累計売上枚数は1,116枚。同チャートへのランクインはシリーズ初。
収録曲
1. OP（ミニドラマ）
2. 氷輪紫鬼
作詞・作曲：マチゲリータ
3. 慕情春海～比翼篇～（原題：春の海）
作曲：宮城道雄、作詞・編曲：マチゲリータ
4. ED（ミニドラマ）

#### Acacia
如月愛（MAKO）の1stアルバム。2013年2月1日発売。2月男子キャラクター・如月恋（増田俊樹）の「Me-lo-dy」と同時発売。
収録曲
1. OP（ミニドラマ）
2. Acacia
作詞・作曲：虹原ぺぺろん
3. 春よ来い
作詞：相馬御風、作曲：弘田龍太郎、編曲：虹原ぺぺろん
4. ED（ミニドラマ）

#### Me-lo-dy
如月恋（増田俊樹）の1stアルバム。2013年2月1日発売。2月女子キャラクター・如月愛（MAKO）の「Acacia」と同時発売。
チャート成績
オリコン週間アルバムチャートで初登場201位を記録し、初動売上枚数は519枚。登場回数は1回。
収録曲
1. OP（ミニドラマ）
2. Me-lo-dy
作詞・作曲：虹原ぺぺろん
3. 春よ来い
作詞：相馬御風、作曲：弘田龍太郎、編曲：虹原ぺぺろん
4. ED（ミニドラマ）

#### 春待ち息吹は君恋し
桃崎ひな（大久保瑠美）の1stアルバム。2013年3月1日発売。3月男子キャラクター・弥生春（前野智昭）の「ウグイス・コード-春告鳥の歌-」と同時発売。
収録曲
1. OP（ミニドラマ）
2. 春待ち息吹は君恋し
作詞・作曲：ゆうゆ
3. 春の小川（march re arrange）
作詞：高野辰之・ゆうゆ、作曲：岡野貞一、編曲：ゆうゆ
4. ED（ミニドラマ）

#### ウグイス・コード-春告鳥の歌-
弥生春（前野智昭）の1stアルバム。2013年3月1日発売。3月男子キャラクター・桃崎ひな（大久保瑠美）の「春待ち息吹は君恋し」と同時発売。
チャート成績
オリコン週間アルバムチャートで初登場142位を記録し、初動売上枚数は856枚。登場回数は1回。
収録曲
1. OP（ミニドラマ）
2. ウグイス・コード-春告鳥の歌-
作詞・作曲：ゆうゆ
3. 春の小川（march re arrange）
作詞：高野辰之・ゆうゆ、作曲：岡野貞一、編曲：ゆうゆ
4. ED（ミニドラマ）

#### sing my way
兎川千桜（野中藍）の1stアルバム。2013年4月5日発売。4月男子キャラクター・卯月新（細谷佳正）の「桜とともに君だけを。」と同時発売。
収録曲
1. OP（ミニドラマ）
2. sing my way
作詞・作曲：蝶々P
3. Sakusa-Sakura (Japanese modern Remix)
作詞・作曲：日本古謡、編曲：蝶々P
4. ED（ミニドラマ）

#### 桜とともに君だけを。
卯月新（細谷佳正）の1stアルバム。2013年4月5日発売。4月女子キャラクター・兎川千桜（野中藍）の「sing my way」と同時発売。
チャート成績
オリコン週間アルバムチャートで初登場68位を記録し、初動売上枚数は1,162枚。登場回数は2回で、累計売上枚数は1,630枚。同チャート100位以内へのランクインはシリーズ初。
収録曲
1. OP（ミニドラマ）
2. 桜とともに君だけを。
作詞・作曲：蝶々P
3. Sakusa-Sakura (Japanese modern Remix)
作詞・作曲：日本古謡、編曲：蝶々P
4. ED（ミニドラマ）

#### LOVE FRUIT
結城若葉（内山夕実）の1stアルバム。2013年5月10日発売。5月男子キャラクター・皐月葵（KENN）の「カルミアと五月雨」と同時発売。
収録曲
1. OP（ミニドラマ）
2. LOVE FRUIT
作詞・作曲：Nem
3. こいのぼり
作詞：近藤宮子・Nem、作曲：日本民謡、編曲：Nem
4. ED（ミニドラマ）

#### カルミアと五月雨
皐月葵（KENN）の1stアルバム。2013年5月10日発売。5月女子キャラクター・結城若葉（内山夕実）の「LOVE FRUIT」と同時発売。
チャート成績
オリコン週間アルバムチャートで初登場67位を記録し、初動売上枚数は1,039枚。登場回数は2回で、累計売上枚数は1,399枚。
収録曲
1. OP（ミニドラマ）
2. カルミアと五月雨
作詞・作曲：Nem
3. こいのぼり
作詞：近藤宮子・Nem、作曲：日本民謡、編曲：Nem
4. ED（ミニドラマ）

#### Rainy moment
水無月涙（蒼井翔太）の1stアルバム。2013年6月7日発売。対応月の女子キャラクターのCDの発売は6月以降停滞し、6月女子キャラクターの照瀬結乃（佐藤利奈）のソロシングルの発売は2015年に持ち越された。
チャート成績
オリコン週間アルバムチャートで初登場43位を記録し、初動売上枚数は1,672枚。登場回数は2回で、累計売上枚数は2,276枚。同チャート50位以内へのランクインはシリーズ初。
収録曲
1. OP（ミニドラマ）
2. Rainy moment
作詞・作曲：ゆよゆっぺ
3. 紫陽花（原題:あめふり）
作詞・編曲：ゆよゆっぺ、作曲：中山晋平
4. ED（ミニドラマ）

#### さよなら夢花火
文月海（羽多野渉）の1stアルバム。2013年7月5日発売。
チャート成績
オリコン週間アルバムチャートで初登場151位を記録し、初動売上枚数は633枚。登場回数1回。
収録曲
1. OP（ミニドラマ）
2. さよなら夢花火
作詞・作曲：ひとしずく×やま△
3. 笹の葉ラブレター (原題：たなばたさま）
作詞・編曲：ひとしずく×やま△、作曲：下総皖一
4. ED（ミニドラマ）

#### Genau!
葉月陽（柿原徹也）の1stアルバム。2013年8月9日発売。
チャート成績
オリコン週間アルバムチャートで初登場108位を記録し、初動売上枚数は845枚。登場回数は2回で、累計売上枚数は1,166枚。
収録曲
1. OP（ミニドラマ）
2. Genau!
作詞：鳥居羊、作曲：うたたP
3. 夏と君におもてなし（原題:夏の思い出）
作詞：鳥居羊、作曲：中田喜直、編曲：うたたP
4. ED（ミニドラマ）

#### コガネイロ
長月夜（近藤隆）の1stアルバム。2013年9月6日発売。
チャート成績
オリコン週間アルバムチャートで初登場109位を記録し、初動売上枚数は945枚。登場回数は2回で、累計売上枚数は1,231枚。
収録曲
1. OP（ミニドラマ）
2. コガネイロ
作詞・作曲：じょん
3. 夜の光（原題：新世界より-家路-）
作詞・編曲：じょん、作曲：DVORAK ANTONIN
4. ED（ミニドラマ）

#### RUN BOY RUN
神無月郁（小野賢章）の1stアルバム。2013年10月4日発売。
チャート成績
オリコン週間アルバムチャートで初登場120位を記録し、初動売上枚数は756枚。登場回数は2回で、累計売上枚数は1,033枚。
収録曲
1. OP（ミニドラマ）
2. RUN BOY RUN
作詞・作曲：takamatt
3. Are you ready!?（原題:天国と地獄）
作詞・編曲：takamatt、作曲：Jacques Offenbach
4. ED（ミニドラマ）

#### アイシクル
霜月隼（木村良平）の1stアルバム。2013年11月1日発売。
チャート成績
オリコン週間アルバムチャートで初登場96位を記録し、初動売上枚数は948枚。登場回数は2回で、累計売上枚数は1,292枚。
収録曲
1. OP（ミニドラマ）
2. アイシクル
作詞・作曲：きくお
3. 魔王（KIKUO MIX Ver.）
作詞・編曲：きくお、作曲：SCHUBERT FRANZ
4. ED（ミニドラマ）

#### 雨女って言わないで
照瀬結乃（佐藤利奈）の1stアルバム。2015年1月30日発売。女子キャラクター（女神候補生）のCDとしてはおよそ1年8ヶ月ぶりのリリース。以降のソロシングルの発売時期はキャラクターの担当月とは関係づけられなくなった。特典としてキャスト・作曲家の寄せ書きサイン色紙が当たる応募券が付属され、アニメイト・ムービックJP・ステラワースではステージ衣装柄、その他店舗では制服柄のデザインとなっており、以降の後半女神候補生（Seleas）の第1期ソロシングルCDにおいても同様である。
チャート成績
オリコン週間アルバムチャートで初登場188位を記録し、初動売上枚数は461枚。登場回数1回。女神候補生のシングルCDとしては同チャート初のランクイン。
収録曲
1. OP（ミニドラマ）
2. 雨女って言わないで
作詞・作曲：ゆよゆっぺ
3. 紫陽花ver.YUNO（原題:あめふり）
作詞・編曲：ゆよゆっぺ、作曲：中山晋平
4. ED（ミニドラマ）

#### 彼は誰の夢
姫川瑞希（石上静香）の1stアルバム。2015年2月27日発売。
チャート成績
オリコン週間アルバムチャートで初登場120位を記録し、初動売上枚数は818枚。登場回数1回。
収録曲
1. OP（ミニドラマ）
2. 彼は誰の夢
作詞・作曲：ひとしずく×やま△
3. サンセット、リセット。（原題：我は海の子）
作詞・編曲：ひとしずく×やま△、作曲：文部省唱歌
4. ED（ミニドラマ）

#### 招き招かれお祭りモード
元宮祭莉（大坪由佳）の1stアルバム。2015年3月27日発売。ドラマパートにはねぶたん役で鳴海崇志が参加している。
チャート成績
オリコン週間アルバムチャートで初登場212位を記録し、初動売上枚数は443枚。登場回数は2回で、累計売上枚数は746枚。
収録曲
1. OP（ミニドラマ）
2. 招き招かれお祭りモード
作詞：鳥居羊、作曲：うたたP
3. デジタルサマー(原題：炭坑節)
作詞：鳥居羊、作曲：民謡、編曲：うたたP
4. ED（ミニドラマ）

#### こがれびと
朝霧あかね（福原香織）の1stアルバム。2015年4月24日発売。
チャート成績
オリコン週間アルバムチャートで初登場130位を記録し、初動売上枚数は613枚。登場回数は2回で、累計売上枚数は896枚。
収録曲
1. OP（ミニドラマ）
2. こがれびと
作詞・作曲：じょん
3. 夜明けの光（原題：新世界より-家路-）
作詞・編曲：じょん、作曲：DVORAK ANTONIN
4. ED（ミニドラマ）

#### Sugar★Sugar★MAGiC★
伊地崎麗奈（黒沢ともよ）の1stアルバム。2015年5月29日発売。
チャート成績
オリコン週間アルバムチャートで初登場113位を記録し、初動売上枚数は621枚。
収録曲
1. OP（ミニドラマ）
2. Sugar★Sugar★MAGiC★
作詞・作曲：takamatt
3. Praying for your smile（原題：天国と地獄）
作詞・編曲：takamatt、作曲：Jacques Offenbach
4. ED（ミニドラマ）

#### 流星舞台
天童院椿（上坂すみれ）の1stアルバム。2015年6月26日発売。
チャート成績
オリコン週間アルバムチャートで初登場124位を記録し、初動売上枚数は642枚。
収録曲
1. OP（ミニドラマ）
2. 流星舞台
作詞・作曲：きくお
3. Трoйка -white witch mix-
作詞・編曲：きくお、作曲：ロシア民謡
4. ED（ミニドラマ）

### デュエットCD
2013年12月より順次発売されたCDシリーズ。Six Gravity・Procellarumそれぞれの年少組・年中組・年長組がデュエットを組み、それぞれのオリジナル楽曲を各月の担当作曲家が1曲ずつ書き下ろし、1枚ごとに1曲が収録されている。楽曲に加えてドラマパートのほか、オフボーカルも収録された。全巻購入特典としてキャストと作曲家のサインの応募券やそれに付属するカレンダーカード、オリジナルドラマCD「ツキウタ。ラジオ! 即興舞台編―迷作・シュンデレラ?―」が用意された。

#### だってまだまだアバンタイトル
師走駆（梶裕貴）と如月恋（増田俊樹）のデュエットCD。2013年12月27日発売。作曲は12月担当のさつき が てんこもり。
チャート成績
オリコン週間アルバムチャートで初登場108位を記録し、初動売上枚数は1,182枚。登場回数は2回で、累計売上枚数は1,562枚。
収録曲
1. だってまだまだアバンタイトル
作詞・作曲：さつき が てんこもり
2. ミニドラマ
3. だってまだまだアバンタイトル（オフボーカル）

#### 恋忘れ草
睦月始（鳥海浩輔）と弥生春（前野智昭）のデュエットCD。2014年1月24日発売。作曲は1月担当のマチゲリータ。
チャート成績
オリコン週間アルバムチャートで初登場36位を記録し、初動売上枚数は2,164枚。登場回数4回で、累計売上枚数は3,080枚。
収録曲
1. 恋忘れ草
作詞・作曲：マチゲリータ
2. ミニドラマ
3. 恋忘れ草（オフボーカル）

#### イノセンシア
師走駆（梶裕貴）と如月恋（増田俊樹）のデュエットCD。2014年2月28日発売。作曲は2月担当の虹原ぺぺろん。
表題曲の「イノセンシア」というタイトルは「無邪気、純粋」といった意味・ニュアンスをもち、駆と恋の元気な性格を象徴するような言葉となっている。
チャート成績
オリコン週間アルバムチャートで初登場69位を記録し、初動売上枚数は1,471枚。登場回数は2回で、累計売上枚数は1,945枚。
収録曲
1. イノセンシア
作詞・作曲：虹原ぺぺろん
2. ミニドラマ
3. イノセンシア（オフボーカル）

#### ハジマリノハル
弥生春（前野智昭）と睦月始（鳥海浩輔）のデュエットCD。2014年3月28日発売。作曲は3月担当のゆうゆ。
チャート成績
オリコン週間アルバムチャートで初登場53位を記録し、初動売上枚数は2,441枚。登場回数2回で、累計売上枚数は3,092枚。
収録曲
1. ハジマリノハル
作詞・作曲：ゆうゆ
2. ミニドラマ
3. ハジマリノハル（オフボーカル）

#### Rainy Day
卯月新（細谷佳正）と皐月葵（KENN）のデュエットCD。2014年5月30日発売。作曲は4月担当の蝶々P。このCDのみ、作曲家の担当月と異なる月に発売された。また「月と、星と、まぼろしと」と同時発売。
チャート成績
オリコン週間アルバムチャートで初登場29位を記録し、初動売上枚数は2,940枚。登場回数3回で、累計売上枚数は3,739枚。デュエットCDシリーズ最高の売上を記録した。
収録曲
1. Rainy Day
作詞・作曲：蝶々P
2. ミニドラマ
3. Rainy Day（オフボーカル）

#### 月と、星と、まぼろしと
卯月新（細谷佳正）と皐月葵（KENN）のデュエットCD。2014年5月30日発売。作曲は5月担当のNem。「Rainy Day」と同時発売。
チャート成績
オリコン週間アルバムチャートで初登場30位を記録し、初動売上枚数は2,882枚。登場回数2回で、累計売上枚数は3,435枚。
収録曲
1. 月と、星と、まぼろしと
作詞・作曲：Nem
2. ミニドラマ
3. 月と、星と、まぼろしと（オフボーカル）

#### Childish flower
水無月涙（蒼井翔太）と神無月郁（小野賢章）のデュエットCD。2014年6月27日発売。作曲は6月担当のゆよゆっぺ。
チャート成績
オリコン週間アルバムチャートで初登場45位を記録し、初動売上枚数は2,672枚。登場回数2回で、累計売上枚数は3,358枚。
収録曲
1. Childish flower
作詞・作曲：ゆよゆっぺ
2. ミニドラマ
3. Childish flower（オフボーカル）

#### 君に花を、君に星を
文月海（羽多野渉）と霜月隼（木村良平）のデュエットCD。2014年7月25日発売。作曲は7月担当のひとしずく×やま△。
チャート成績
オリコン週間アルバムチャートで初登場46位を記録し、初動売上枚数は2,016枚。登場回数2回で、累計売上枚数は2,626枚。
収録曲
1. 君に花を、君に星を
作詞・作曲：ひとしずく×やま△
2. ミニドラマ
3. 君に花を、君に星を（オフボーカル）

#### DA☆KAI
葉月陽（柿原徹也）と長月夜（近藤隆）のデュエットCD。2014年8月22日発売。作詞・作曲は8月担当の鳥居羊・うたたP。
チャート成績
オリコン週間アルバムチャートで初登場33位を記録し、初動売上枚数は2,143枚。登場回数3回で、累計売上枚数は3,354枚。
収録曲
1. DA☆KAI
作詞：鳥居羊、作曲：うたたP
2. ミニドラマ
3. DA☆KAI（オフボーカル）

#### 淡い花
長月夜（近藤隆）と葉月陽（柿原徹也）のデュエットCD。2014年9月26日発売。作曲は9月担当のじょん。
チャート成績
オリコン週間アルバムチャートで初登場44位を記録し、初動売上枚数は2,700枚。登場回数2回で、累計売上枚数は3,350枚。
収録曲
1. 淡い花
作詞・作曲：じょん
2. ミニドラマ
3. 淡い花（オフボーカル）

#### Sing Together Forever
神無月郁（小野賢章）と水無月涙（蒼井翔太）のデュエットCD。2014年10月24日発売。作曲は10月担当のtakamatt。
チャート成績
オリコン週間アルバムチャートで初登場28位を記録し、初動売上枚数は2,416枚。登場回数2回で、累計売上枚数は3,303枚。
収録曲
1. Sing Together Forever
作詞・作曲：takamatt
2. ミニドラマ
3. Sing Together Forever（オフボーカル）

#### Celestite
霜月隼（木村良平）と文月海（羽多野渉）のデュエットCD。2014年11月28日発売。作曲は11月担当のきくお。
チャート成績
オリコン週間アルバムチャートで初登場45位を記録し、初動売上枚数は2,579枚。登場回数2回で、累計売上枚数は3,126枚。
収録曲
1. Celestite
作詞・作曲：きくお
2. ミニドラマ
3. Celestite（オフボーカル）

### 男子ソロCD（第2期）
女神候補生第1期最後のアルバム「流星舞台」の発売と同時に、2015年6月よりソロアルバムの第2弾が展開され、毎月Six Gravity・Procellarumのメンバーからそれぞれ一人ずつ計2枚のCDが同時発売された。発売月はProcellarumのメンバーには対応しているが、Six Gravityに関しては関連がない。新たなオリジナル曲が2曲とドラマパートが収録されている。初回限定版には各キャラクターのアクリルキーホルダーが付属し、ドラマパートでは同時発売のCDのキャラクターの二者間での掛け合いが展開されるほか、アニメイト・ムービックJP・ステラワースでは同時購入特典として約10分間の両者間のドラマパートを収録した特典CDが付属し、また初回限定版全巻の購入特典としてさらにドラマCDが頒布された。

#### 砂時計とホットミルク
師走駆（梶裕貴）の2ndアルバム。2015年6月26日発売。天童院椿（上坂すみれ）の「流星舞台」及び水無月涙（蒼井翔太）の「Duty」と同時発売。ドラマパートでは駆と涙の掛け合いが展開される。
収録曲
1. 砂時計とホットミルク
作詞・作曲：さつき が てんこもり
2. ちこくのうた
作詞・作曲：さつき が てんこもり
3. ミニドラマ

#### Duty
水無月涙（蒼井翔太）の2ndアルバム。2015年6月26日発売。天童院椿（上坂すみれ）の「流星舞台」及び師走駆（梶裕貴）の「砂時計とホットミルク」と同時発売。ドラマパートでは駆と涙の掛け合いが展開される。
チャート成績
オリコン週間アルバムチャートで初登場207位を記録し、初動売上枚数は389枚。
収録曲
1. Duty
作詞・作曲：ゆよゆっぺ
2. Oh…Yes!!
作詞・作曲：ゆよゆっぺ
3. ミニドラマ

#### Faith and Promise
弥生春（前野智昭）の2ndアルバム。2015年7月31日発売。文月海（羽多野渉）の「Beast Master」と同時発売。ドラマパートでは春と海の掛け合いが展開される。
チャート成績
オリコン週間アルバムチャートで初登場24位を記録し、初動売上枚数は3,538枚。登場回数は3回で、累計売上枚数は4,728枚。
収録曲
1. Faith and Promise
作詞・作曲：ゆうゆ
2. アクア・リフレイン
作詞・作曲：ゆうゆ
3. ミニドラマ

#### Beast Master
文月海（羽多野渉）の2ndアルバム。2015年7月31日発売。弥生春（前野智昭）の「Faith and Promise」と同時発売。ドラマパートでは春と海の掛け合いが展開される。
チャート成績
オリコン週間アルバムチャートで初登場25位を記録し、初動売上枚数は3,397枚。登場回数は2回で、累計売上枚数は4,190枚。
収録曲
1. Beast Master
作詞・作曲：ひとしずく×やま△
2. 透明ララバイ
作詞・編曲：ひとしずく×やま△
3. ミニドラマ

#### 君、舞い降りる
卯月新（細谷佳正）の2ndアルバム。2015年8月28日発売。葉月陽（柿原徹也）の「El Sol Florecer」と同時発売。ドラマパートでは新と陽の掛け合いが展開される。スケジュールの都合上、作曲担当が蝶々Pではなく月野尊となっている。
チャート成績
オリコン週間アルバムチャートで初登場21位を記録し、初動売上枚数は3,935枚。登場回数は3回で、累計売上枚数は5,211枚。
収録曲
1. 君、舞い降りる
作詞・作曲：月野尊
2. 夜桜に惑わされて
作詞・作曲：月野尊
3. ミニドラマ

#### El Sol Florecer
葉月陽（柿原徹也）の1stアルバム。2015年8月28日発売。卯月新（細谷佳正）の「君、舞い降りる」と同時発売。ドラマパートでは新と陽の掛け合いが展開される。
チャート成績
オリコン週間アルバムチャートで初登場23位を記録し、初動売上枚数は3,525枚。登場回数は3回で、累計売上枚数は4,717枚。
収録曲
1. El Sol Florecer
作詞：鳥居羊、作曲：うたたP
2. 真夏のサプライズ!
作詞：鳥居羊、作曲：うたたP
3. ミニドラマ

#### ハルカゼとヒバリ
皐月葵（KENN）の2ndアルバム。2015年9月18日発売。長月夜（近藤隆）の「夕焼けデイズ」と同時発売。ドラマパートでは葵と夜の掛け合いが展開される。
チャート成績
オリコン週間アルバムチャートで初登場22位を記録し、初動売上枚数は3,367枚。登場回数は3回で、累計売上枚数は4,911枚。
収録曲
1. ハルカゼとヒバリ
作詞・作曲：Nem
2. YES!
作詞・作曲：Nem
3. ミニドラマ

#### 夕焼けデイズ
長月夜（近藤隆）の2ndアルバム。2015年9月18日発売。皐月葵（KENN）の「ハルカゼとヒバリ」と同時発売。ドラマパートでは葵と夜の掛け合いが展開される。
チャート成績
オリコン週間アルバムチャートで初登場20位を記録し、初動売上枚数は3,455枚。登場回数は3回で、累計売上枚数は5,022枚。
収録曲
1. 夕焼けデイズ
作詞・作曲：じょん
2. 夢見る三日月
作詞・作曲：じょん
3. ミニドラマ

#### ラジカル・ラブカル
如月恋（増田俊樹）の2ndアルバム。2015年10月30日発売。神無月郁（小野賢章）の「Lost My God」と同時発売。ドラマパートでは恋と郁の掛け合いが展開される。
チャート成績
オリコン週間アルバムチャートで初登場25位を記録し、初動売上枚数は2,848枚。登場回数は2回で、累計売上枚数は3,743枚。
収録曲
1. ラジカル・ラブカル
作詞・作曲：虹原ぺぺろん
2. それはきっと恋
作詞・作曲：虹原ぺぺろん
3. ミニドラマ

#### Lost My God
神無月郁（小野賢章）の2ndアルバム。2015年10月30日発売。如月恋（増田俊樹）の「ラジカル・ラブカル」と同時発売。ドラマパートでは恋と郁の掛け合いが展開される。
チャート成績
オリコン週間アルバムチャートで初登場28位を記録し、初動売上枚数は2,721枚。登場回数は2回で、累計売上枚数は3,546枚。
収録曲
1. Lost My God
作詞・作曲：takamatt
2. NEXT STAGE
作詞・作曲：takamatt
3. ミニドラマ

#### 嗚呼。髪を撫でて、頬を撫でて、御前を愛してやる。
睦月始（鳥海浩輔）の2ndアルバム。2015年11月27日発売。霜月隼（木村良平）の「Monochrome sky」と同時発売。ドラマパートでは始と隼の掛け合いが展開される。
チャート成績
オリコン週間アルバムチャートで初登場28位を記録し、初動売上枚数は3,968枚。登場回数は2回、累計売上枚数は5,052枚。
収録曲
1. 嗚呼。髪を撫でて、頬を撫でて、御前を愛してやる。
作詞・作曲：マチゲリータ
2. 睦の月
作曲・作詞：マチゲリータ
3. ミニドラマ

#### Monochrome sky
霜月隼（木村良平）の2ndアルバム。2015年11月27日発売。睦月始（鳥海浩輔）の「嗚呼。髪を撫でて、頬を撫でて、御前を愛してやる。」と同時発売。ドラマパートでは始と隼の掛け合いが展開される。スケジュールの都合上、作曲担当がきくおではなく月野尊となっている。
チャート成績
オリコン週間アルバムチャートで初登場33位を記録し、初動売上枚数は3,700枚。登場回数は2回で、累計売上枚数は4,680枚。
収録曲
1. Monochrome sky
作詞・作曲：月野尊
2. November Stars
作詞・作曲：月野尊
3. ミニドラマ

### マジカルハット
2015年10月17日から11月15日にかけて全国のアニメイトで展開された「推しなモノコーナー」で販売されたデュエットCDシリーズ。2月コンビと10月コンビのみ楽曲が制作され、2016年1月29日に通常盤が一般販売された。

#### ショコラの魔法
ピンクな双子・如月恋（増田俊樹）＆如月愛（MAKO）のデュエットCD。2015年10月17日に全国のアニメイトの特設コーナーにて発売され、お菓子やブロマイドが付属された。2016年1月29日にアルバムCDとして「YumYumLove」と同日に正式にリリース。
チャート成績
オリコン週間アルバムチャートで初登場271位を記録し、初動売上枚数は312枚。
収録曲
1. 恋＆愛ミニミニドラマ
2. ショコラの魔法
作詞・作曲：虹原ぺぺろん
3. ショコラの魔法 -off vocal-

#### YumYumLove
10月コンビ・神無月郁（小野賢章）＆伊地崎麗奈（黒沢ともよ）のデュエットCD。2015年10月17日に全国のアニメイトの特設コーナーにて発売され、お菓子やブロマイドが付属された。2016年1月29日にアルバムCDとして「ショコラの魔法」と同日に正式にリリース。
収録曲
1. 郁＆麗奈ミニミニドラマ
2. YumYumLove
作詞・作曲：takamatt
3. YumYumLove -off vocal-

### ベストアルバム

#### 黒月
Six Gravity（師走駆（梶裕貴）、睦月始（鳥海浩輔）、如月恋（増田俊樹）、弥生春（前野智昭）、卯月新（細谷佳正）、皐月葵（KENN））、月城奏（山中真尋）、黒月大（間宮康弘）のベスト・アルバム。Six Gravityのメンバーの第1期ソロアルバムの表題曲と、マネズ二人も加えた録り下ろしドラマが収録されている。通常盤・限定盤・特別豪華盤の3形態が生産され、限定盤にはアニメイト・アンテナショップでの購入特典として始と春、タワーレコードでの購入特典として新と葵、Amazonでの購入特典として駆と恋の缶バッジが付属、特別豪華盤には「GRAVITY!」を収録した印刷寄せ書きサイン入りのレコードが通常盤CDと共に豪華化粧箱に封入されている。
チャート成績
オリコン週間アルバムチャートで初登場15位を記録し、初動売上枚数は4,863枚。登場回数5回で、累計売上枚数は7,157枚。
収録曲
1. 聖夜も労働ing!
歌：師走駆（梶裕貴）、作詞・作曲：さつき が てんこもり
2. 氷輪紫鬼
歌：睦月始（鳥海浩輔）、作詞・作曲：マチゲリータ
3. Me-lo-dy
歌：如月恋（増田俊樹）、作詞・作曲：虹原ぺぺろん
4. ウグイス・コード-春告鳥の歌-
歌：弥生春（前野智昭）、作詞・作曲：ゆうゆ
5. 桜とともに君だけを。
歌：卯月新（細谷佳正）、作詞・作曲：蝶々P
6. カルミアと五月雨
歌：皐月葵（KENN）、作詞・作曲：Nem
7. 「黒月」発売記念ツキラジ。特別出張版
8. グラビマネージャー月城奏のとある一日

#### 白月
Procellarum（水無月涙（蒼井翔太）、文月海（羽多野渉）、葉月陽（柿原徹也）、長月夜（近藤隆）、神無月郁（小野賢章）、霜月隼（木村良平））、月城奏（山中真尋）、黒月大（間宮康弘）のベスト・アルバム。Procellarumのメンバーの第1期ソロアルバムの表題曲と、マネズ二人も加えた録り下ろしドラマが収録されている。通常盤・限定盤・特別豪華盤の3形態が生産され、限定盤にはアニメイト・アンテナショップでの購入特典として隼と海、タワーレコードでの購入特典として陽と夜、Amazonでの購入特典として涙と郁の缶バッジが付属、特別豪華盤には「ONE CHANCE?」を収録した印刷寄せ書きサイン入りのレコードが通常盤CDと共に豪華化粧箱に封入されている。
チャート成績
オリコン週間アルバムチャートで初登場17位を記録し、初動売上枚数は4,574枚。登場回数5回で、累計売上枚数は6,675枚。
収録曲
1. Rainy moment
歌：水無月涙（蒼井翔太）、作詞・作曲：ゆよゆっぺ
2. さよなら夢花火
歌：文月海（羽多野渉）、作詞・作曲：ひとしずく×やま△
3. Genau!
歌：葉月陽（柿原徹也）、作詞：鳥居羊、作曲：うたたP
4. コガネイロ
歌：長月夜（近藤隆）、作詞・作曲：じょん
5. RUN BOY RUN
歌：神無月郁（小野賢章）、作詞・作曲：takamatt
6. アイシクル
歌：霜月隼（木村良平）、作詞・作曲：きくお
7. 「白月」発売記念ツキラジ。特別出張版
8. プロセラマネージャー黒月大のとある一日

#### 花月
Fluna（聖クリス（金元寿子）、花園雪（今井麻美）、如月愛（MAKO）、桃崎ひな（大久保瑠美）、兎川千桜（野中藍）、結城若葉（内山夕実））のベスト・アルバム。Flunaのメンバーの第1期ソロアルバムの表題曲と録り下ろしドラマが収録されている。Flunaのメンバー全員が参加するドラマパートの収録は今作が初である。限定盤にはアニメイト・アンテナショップでの購入特典として雪と愛、タワーレコードでの購入特典として千桜と若葉、Amazonでの購入特典としてクリスとひなの缶バッジが付属されている。
チャート成績
オリコン週間アルバムチャートで初登場75位を記録し、初動売上枚数は942枚。登場回数2回で、累計売上枚数は1,333枚。
収録曲
1. 聖夜もOnline!
歌：聖クリス（金元寿子）、作詞・作曲：さつき が てんこもり
2. 六花撫子
歌：花園雪（今井麻美）、作詞・作曲：マチゲリータ
3. Acacia
歌：如月愛（MAKO）、作詞・作曲：虹原ぺぺろん
4. 春待ち息吹は君恋し
歌：桃崎ひな（大久保瑠美）、作詞・作曲：ゆうゆ
5. sing my way
歌：兎川千桜（野中藍）、作詞・作曲：蝶々P
6. LOVE FRUIT
歌：結城若葉（内山夕実）、作詞・作曲：Nem
7. 「花月」発売記念ツキラジ。特別出張版
8. 録り下ろし集合ミニドラマ

#### 星月
Seleas（照瀬結乃（佐藤利奈）、姫川瑞希（石上静香）、元宮祭莉（大坪由佳）、朝霧あかね（福原香織）、伊地崎麗奈（黒沢ともよ）、天童院椿（上坂すみれ））のベスト・アルバム。2016年3月11日発売。Seleasのメンバーの第1期ソロアルバムの表題曲と録り下ろしドラマが収録されている。限定盤にはアニメイト・アンテナショップでの購入特典として結乃と瑞希、タワーレコードでの購入特典として祭莉とあかね、Amazonでの購入特典として麗奈と椿の缶バッジが付属されている。
チャート成績
オリコン週間アルバムチャートで初登場71位を記録し、初動売上枚数は1,027枚。登場回数2回で、累計売上枚数は1,422枚。
収録曲
1. 雨女って言わないで
歌：照瀬結乃（佐藤利奈）、作詞・作曲：ゆよゆっぺ
2. 彼は誰の夢
歌：姫川瑞希（石上静香）、作詞・作曲：ひとしずく×やま△
3. 招き招かれお祭りモード
歌：元宮祭莉（大坪由佳）、作詞：鳥居羊、作曲：うたたP
4. こがれびと
歌：朝霧あかね（福原香織）、作詞・作曲：じょん
5. Sugar★Sugar★MAGiC★
歌：伊地崎麗奈（黒沢ともよ）、作詞・作曲：takamatt
6. 流星舞台
歌：天童院椿（上坂すみれ）、作詞・作曲：きくお
7. 「星月」発売記念ツキラジ。特別出張版
8. 録り下ろし集合ミニドラマ

### その他

#### ツキウサ。体操
月城奏（山中真尋）、黒月大（間宮康弘）のデュエットCD。両者は作中でそれぞれSix Gravity・Procellarumのマネージャー（通称「マネズ」）として活動しているキャラクターである。
収録曲
1. ツキウサ。体操
作詞・作曲：月野尊、編曲：じょん
2. ツキウサ。体操～Remix～
3. おまけ「ウチの子一番！2」ボイスドラマ

#### Hee!Hee!Foo!Foo!
葉月陽（柿原徹也）の3rdアルバム。2016年1月22日発売。シリーズとしてではなく単発として発売されたCDはこれが初である。楽曲制作は従来の8月担当の鳥居羊・うたたPではなく1月担当のマチゲリータが担当している。特典としてスペシャルパッケージ仕様の箱や特製ゲナスプーン（カレー用スプーン）、レトルトカレー風銀アルミ包装パッケージ、おまけシール等が付属され、アニメイト・ムービックJP・ステラワースの店舗特典としてアニメイト店長お勧めのカレーレシピ入りポストカードが配布された。パッケージに限らず、CDのレーベル面にまでカレーライスの写真がプリントされているなど、見かけから中身まで全てがレトルトカレーを意識した仕様となっている。
チャート成績
オリコン週間アルバムチャートで初登場56位を記録し、初動売上枚数は1,467枚。登場回数は2回で、累計売上枚数は2,168枚。
収録曲
1. Hee!Hee!Foo!Foo!
作詞・作曲：マチゲリータ
2. 君は華麗なる「Laila」…
作詞・作曲：マチゲリータ
3. Hee!Hee!Foo!Foo! -off vocal-
4. 君は華麗なる「Laila」… -off vocal-

## 特典CD

### 「ツキウタ。」春のファン祭り2014
1. Goodbye seasons
歌：水無月涙（蒼井翔太）、作詞・作曲：ゆよゆっぺ

### ツキウタ。 THE ANIMATION 第1巻
1. stella〜きんぴか上昇気分〜
歌：師走駆（梶裕貴）、作詞・作曲：さつき が てんこもり
2. amor〜溢れだす想いから〜
歌：如月恋（増田俊樹）、作詞・作曲：虹原ぺぺろん

### ツキウタ。 THE ANIMATION 第2巻
1. pluvia〜嘘と温もり〜
歌：水無月涙（蒼井翔太）、作詞・作曲：ゆよゆっぺ
2. athletic〜Never Ending Challenge!!〜
歌：神無月郁（小野賢章）、作詞・作曲：takamatt

### ツキウタ。 THE ANIMATION 第3巻
1. cerasus〜桜並木に導かれて〜
歌：卯月新（細谷佳正）、作詞・作曲：蝶々P
2. caelum〜未来〜
歌：皐月葵（KENN）、作詞・作曲：Nem

### ツキウタ。 THE ANIMATION 第4巻
1. sol〜Happy!Phew!〜
歌：葉月陽（柿原徹也）、作詞：鳥居羊、作曲：うたたP
2. nox〜風のレコード〜
歌：長月夜（近藤隆）、作詞・作曲：じょん

### ツキウタ。 THE ANIMATION 第5巻
1. initium〜始告氷輪〜
歌：睦月始（鳥海浩輔）、作詞・作曲：マチゲリータ
2. ver〜歌詠鳥の声〜
歌：弥生春（前野智昭）、作詞・作曲：ゆうゆ

### ツキウタ。 THE ANIMATION 第6巻
1. mare〜君と綴る航海日誌〜
歌：文月海（羽多野渉）、作詞・作曲：ひとしずく×やま△
2. albion〜ふたりだけの白〜
歌：霜月隼（木村良平）、作詞・作曲：きくお

### ツキウタ。 THE ANIMATION 第7巻
1. ツキノウタ。
歌：Six Gravity（師走駆（梶裕貴）、睦月始（鳥海浩輔）、如月恋（増田俊樹）、弥生春（前野智昭）、卯月新（細谷佳正）、皐月葵（KENN））、Procellarum（水無月涙（蒼井翔太）、文月海（羽多野渉）、葉月陽（柿原徹也）、長月夜（近藤隆）、神無月郁（小野賢章）、霜月隼（木村良平））、作詞・作曲：月野尊、編曲：滝沢章

## ドラマCD

### ツキウタ。ドラマ!
2013年5月よりリリースされたドラマCDシリーズ。
ツキウタ。ドラマ!

2013年5月10日発売。Six Gravityの結成が描かれる。出演はSix Gravity（師走駆（梶裕貴）、睦月始（鳥海浩輔）、如月恋（増田俊樹）、弥生春（前野智昭）、卯月新（細谷佳正）、皐月葵（KENN））。
トラックリスト
1. はじめまして編
2. おかえりなさい編

予約特典CD
1. ツキウタ。ラジオ! ～ユニット名を決めよう編～

ツキウタ。ドラマ! 2

2013年9月6日発売。Six Gravityのメンバーの一日や、ライバルユニットであるProcellarumの台頭の一報をメンバーたちが知る様子が描かれる。出演はSix Gravity（師走駆（梶裕貴）、睦月始（鳥海浩輔）、如月恋（増田俊樹）、弥生春（前野智昭）、卯月新（細谷佳正）、皐月葵（KENN））。
トラックリスト
1. あるアイドルユニットの一日編
2. ライバル登場！？編

予約特典CD
1. ツキウタ。ラジオ! ～グラビメンバー徹底解析コーナー編～

ツキウタ。ドラマ! 3

2013年11月1日発売。Procellarumの結成が描かれる。出演はProcellarum（水無月涙（蒼井翔太）、文月海（羽多野渉）、葉月陽（柿原徹也）、長月夜（近藤隆）、神無月郁（小野賢章）、霜月隼（木村良平））。
トラックリスト
1. はじめまして魔王様編
2. マイペースに行こう編

予約特典CD
1. ご機嫌よう魔王様♪ ツキウタ。ラジオ! プロセラ版

ツキウタ。ドラマ! 4

2014年7月25日発売。Procellarumとマネズとの出会いが描かれる。出演はProcellarum（水無月涙（蒼井翔太）、文月海（羽多野渉）、葉月陽（柿原徹也）、長月夜（近藤隆）、神無月郁（小野賢章）、霜月隼（木村良平））、月城奏（山中真尋）、黒月大（間宮康弘）。
トラックリスト
1. マネズと一緒
2. 二人で歩く

予約特典CD
1. ツキウタ。ラジオ! プロセラ版 俺たちだってスイーツ編

ツキウタ。ドラマ! 5

2015年4月30日発売。Six Gravityのメンバーの日常がインタビュー形式で描かれる。出演はSix Gravity（師走駆（梶裕貴）、睦月始（鳥海浩輔）、如月恋（増田俊樹）、弥生春（前野智昭）、卯月新（細谷佳正）、皐月葵（KENN））、月城奏（山中真尋）、記者（河野智平）。初回特典として黒田根付1個が付属され、アニメイト・ムービックJP・ステラワースの店舗特典としてミニドラマCDが配布された。
トラックリスト
1. 集合ドラマ「非日常な日常」
2. 始＆春「たまにはムキになろう」
3. 新＆葵「春はカピバラ」
4. 駆＆恋「いつかはライオン！」

特典CD
1. ツキウタ。ラジオ！If～黒兎王国～編

ツキウタ。ドラマ! 6

2015年5月29日発売。Procellarumのメンバーの日常がインタビュー形式で描かれる。出演はProcellarum（水無月涙（蒼井翔太）、文月海（羽多野渉）、葉月陽（柿原徹也）、長月夜（近藤隆）、神無月郁（小野賢章）、霜月隼（木村良平））、黒月大（間宮康弘）、記者（垣坂翔太）。初回特典として白田根付1個が付属され、アニメイト・ムービックJP・ステラワースの店舗特典としてミニドラマCDが配布された。
トラックリスト
1. 集合ドラマ「まだまだ先は長い」
2. 隼&海「目的のない休みの日」
3. 陽&夜「見上げれば青い空」
4. 涙&郁「違う世界」

特典CD
1. ツキウタ。ラジオ！If～白兎王国～編

### 限定CD
魔王様IN通販ワンダーランド

2014年8月16日発売。公式通販サイト「月歌屋本店」とムービック通販のリニューアルを記念して作成されたドラマCD。現在は販売を終了している。